# Wilhelm Probst

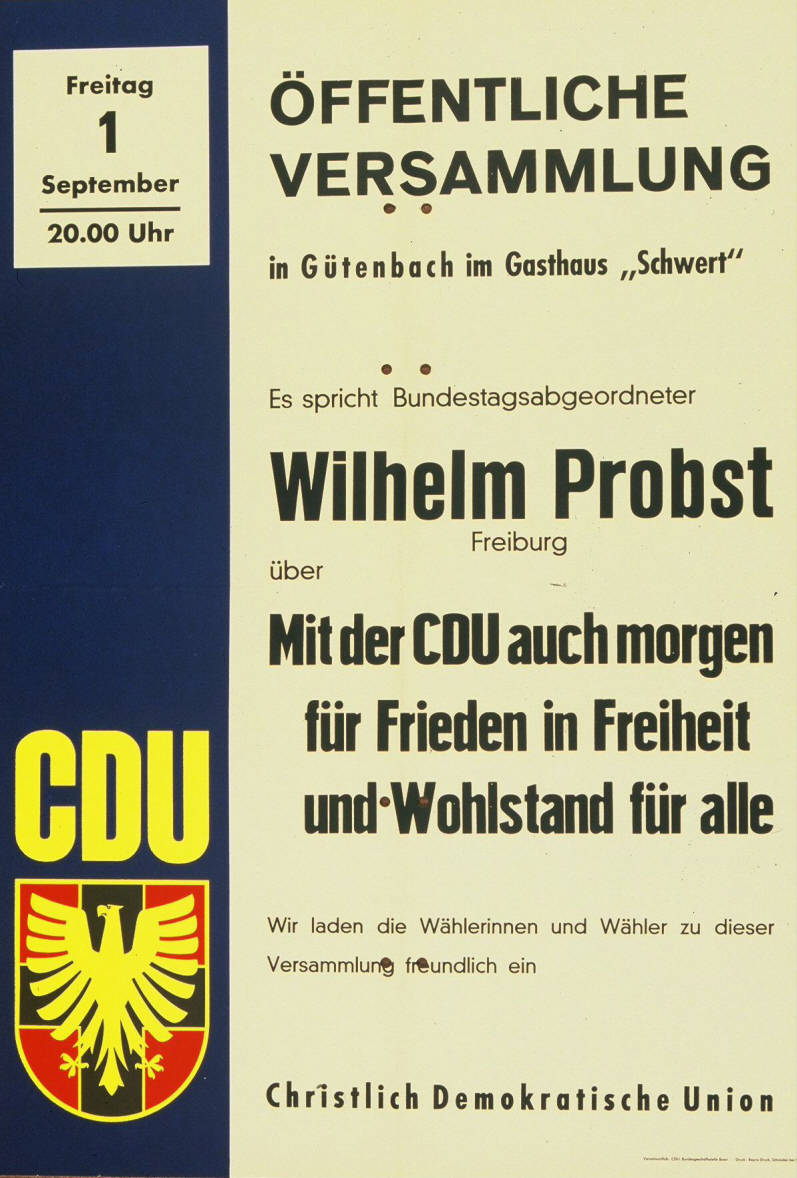
Ankündigungsplakat für eine CDU-Veranstaltung mit Wilhelm Probst

Wilhelm Probst (* 11. August 1912 in Ühlingen; † 22. Januar 1979 in Freiburg im Breisgau) war ein deutscher Politiker der DP und der CDU und Mitglied des Deutschen Bundestages.
Wilhelm Probst war von Beruf Landwirt. Bereits zum 1. Dezember 1931 trat er in die NSDAP ein (Mitgliedsnummer 839.543). Von 1934 bis 1945 war als Berufssoldat bei der Wehrmacht und brachte es dort bis zum Hauptmann und Bataillonsführer. Im Zweiten Weltkrieg geriet er in Kriegsgefangenschaft. Nach dem Krieg arbeitete er als selbstständiger Kaufmann im Eisen- und Stahlhandel. Von 1953 bis 1956 war er Stadtrat. 1952 war er Mitbegründer der DP Baden, bis 1957 Geschäftsführer des Landesverbandes Baden-Württemberg und dann Bezirksvorsitzender von Südbaden.
1953 kandidierte er erfolglos für die Deutsche Partei (DP) für den Bundestag. 1957 gelang ihm über die Landesliste Baden-Württemberg der DP der Einzug in den dritten Deutschen Bundestag. Dort gehörte er bis zum 1. Juli 1960 der Fraktion der DP an und war danach fraktionslos. Am 20. September 1960 schloss er sich der Fraktion der CDU/CSU an. 1961 kandidierte er auf der Landesliste Baden-Württemberg der CDU erneut für den Bundestag, wurde aber nicht in das Parlament gewählt.